# Brassica oleracea var. viridis
La berza o col forrajera (Brassica oleracea var. viridis),  también conocida como col gallega, berza col, col caballar o col abierta, es una variedad de col, familia Brasicáceas, de importancia culinaria regional. La planta es una herbácea bienal, cultivada como anual.

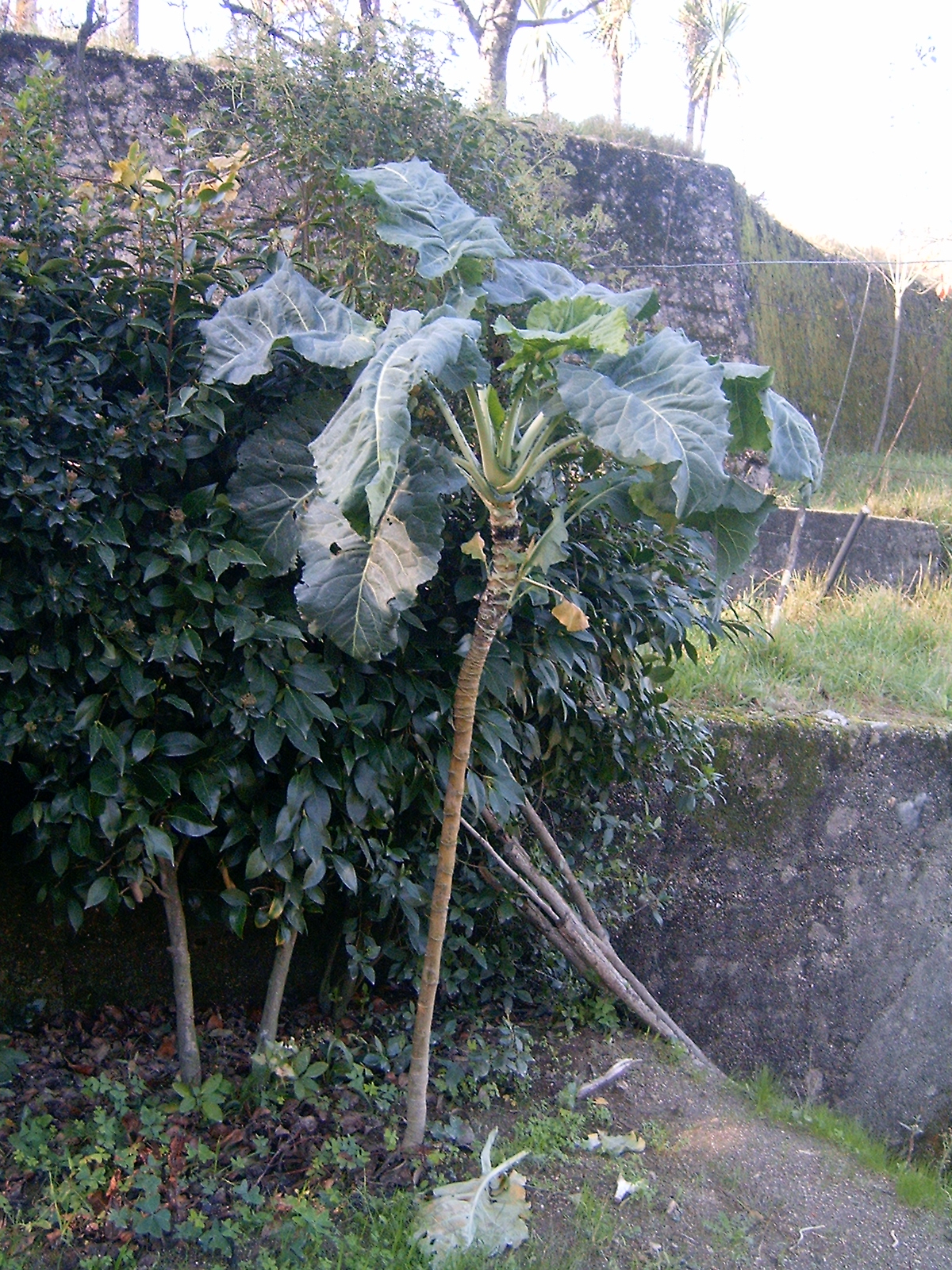
Berza gallega crecida.

Es cultivada por sus hojas grandes, oscuras y comestibles, y también para uso ornamental, principalmente en el norte de España, Portugal, el sur de los Estados Unidos, Brasil, varias zonas de África, los Balcanes y el norte de la India. 
En España se produjeron 20 000 toneladas en 2002. Se utiliza frecuentemente para hacer cocidos con patatas, productos derivados del cerdo y otros alimentos. Es empleada también para la alimentación del ganado.

## Características
Las hojas verdes y suaves de esta verdura son grandes y algo carnosas. Son comestibles y sus hojas más externas (las que están más expuestas al aire) son de color verde claro, mientras que las del interior son semiblancas (se denominaba a veces como: repollo verdiblanco). El tallo es alto y se hace leñoso al envejecer la planta. Las flores son grandes, desplegadas en ramilletes y pueden ser amarillentas o blancas. Los frutos que salen de ellas son alargados, una especie de vaina en resalto y acabadas en un apéndice puntiagudo. La berza es originaria de las regiones costeras de Europa central y meridional, especialmente de Francia y del Reino Unido.
Se cultiva en los huertos al comienzo de la primavera. A veces se encuentra silvestre. Suele recolectarse sin problema en los meses de invierno. Son plantas muy resistentes al ataque de plagas, tales como la mosca de la col (Delia radicum), así como al ataque de diversas especies de larvas.

## Usos

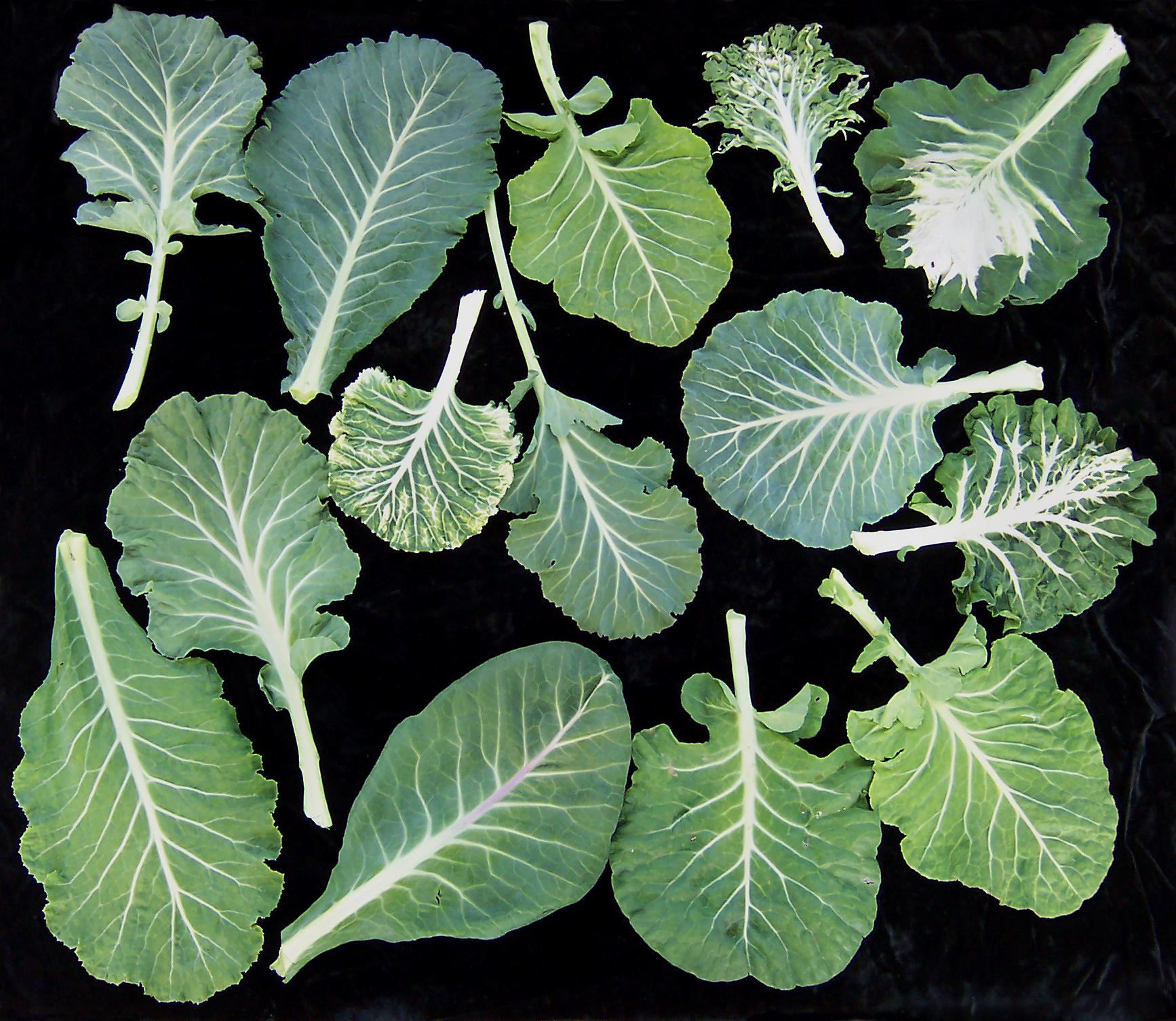
Hojas de berza.

### Culinarios
Los principales usos de esta planta son culinarios: la hoja tiene un sabor fuerte apreciado en ciertos platos. Se puede decir que la berza forma parte de los platos más emblemáticos del Noroeste de España y norte de Portugal. Por ejemplo en Portugal (llamada couve-galega) junto con patatas se hace una sopa muy popular denominada caldo verde que tiene categoría de plato nacional. En la cocina del norte de España existen numerosos platos tradicionales, algunos de origen humilde, como la berza con patatas, y los cocidos; y otros más emblemáticos como la borona (pan recubierto de hojas de berza), el cocido montañés (en el que se utiliza la variedad de asa de cántaro), el pote asturiano y el caldo gallego, los cuales usan berza. La berza es conocida en EE. UU. como collard green, y es probablemente la hortaliza más representativa de la cocina sureña de este país. En Brasil, donde son conocidas gracias a la influencia portuguesa, se denominan couve (a veces se traduce como ‘col’) y se usa como uno de los entrantes de la feijoada.

### Medicinales
Se emplea poco en la actualidad, pero se sabe que el zumo de sus hojas se empleaba antiguamente para estimular la lactación a los cinco días después de haber dado a luz. Catón mencionaba que era buena contra la borrachera y por eso aconsejaba tomarlas antes de las comidas como aperitivo encurtidas.

## Nutrición
La berza es una hortaliza que posee un alto contenido de agua, minerales, fibra, vitaminas (sobre todo vitamina C, por lo que se empleaba cruda en la prevención del escorbuto). Son ricas en calcio (226 mg por kilo). Además destaca en su composición interna, al igual que todas las variedades de Brassica oleracea, por un cierto contenido de compuestos azufrados (las hojas poseen entre un 0.1 a un 0.26 %) que son los  responsables del olor tan peculiar que desprende durante su cocción.